# Mathias Flückiger
Mathias Flückiger (* 27. September 1988 in Bern) ist ein Schweizer Radrennfahrer, der im Cross-Country aktiv ist.

## Sportlicher Werdegang
Im Radsport ist Flückiger seit 2007 aktiv, seit 2010 ist er professioneller Mountainbiker. In der U23 schaffte er im Jahr 2010 das Triple aus Welt-, Europa- und Landesmeisterschaften im Cross-Country (olympisch) (XCO).
Nach dem Wechsel in die Elite gewann er bei den Mountainbike-Weltmeisterschaften 2012 die Bronzemedaille. 2014 und 2015 gewann er jeweils das Cross-Country-Etappenrennen Swiss Epic. 2016 belegte er bei den Olympischen Sommerspielen den 6. Platz, 2017 folgten Siege bei zwei Rennen der hors class.
Obwohl im UCI-Mountainbike-Weltcup regelmässig unter den Top 6 der Weltcup-Gesamtwertung platziert, gewann er erst im Jahr 2018 in Mont Sainte-Anne sein erstes Weltcup-Rennen im XCO, 2019 folgten ein weiterer Sieg und je zwei zweite und dritte Plätze. In den Jahren 2018 und 2019 wurde er jeweils Vizeweltmeister im XCO.
In der Saison 2021 konnte er sich endgültig in der Weltspitze etablieren und aus dem Schatten von Nino Schurter treten: nach zwei Siegen bei Rennen der hors class zu Saisonbeginn und zwei dritten Plätzen im Weltcup gewann er im Juni die Schweizer Meisterschaften und beim Weltcup in Leogang das Double aus XCO und Short Track (XCC). Beim darauffolgenden Weltcup in Les Gets konnte er das Double wiederholen.
Im Mai 2021 wurde Flückiger durch Swiss Olympic für die Olympischen Sommerspiele 2020 in Tokio nominiert. Dort belegte er den zweiten Platz und konnte sich damit die Silbermedaille sichern. Bei den Weltmeisterschaften 2021 in Val di Sole musste er sich im Zielsprint Nino Schurter geschlagen geben und wurde erneut Vizeweltmeister.
In der Saison 2022 gelang Flückiger ein Doppelsieg beim Weltcup in Leogang. Nach einem weiteren Weltcup-Sieg im Short Track in Vallnord führte er sogar die Gesamtwertung im Short Track an. Nachdem er im Juni 2022 bei einer Antidopingkontrolle anlässlich der Schweizer Meisterschaften in Leysin ein "Atypical Finding" (ATF) auf die verbotene anabole Substanz Zeranol abgegeben hatte, wurde er im August 2022 von Swiss Sports Integrity (SSI) provisorisch gesperrt und durfte für den Rest der Saison keine Rennen mehr bestreiten. Erst Ende 2022 wurde die provisorische Sperre von der Disziplinarkammer des Schweizer Sports von Swiss Olympic (DK) aufgehoben, weil die gefundene Konzentrationen unter dem Mindestwert für eine sofortige Sperre gelegen hatte. 2024 wurde er von allen Vorwürfen freigesprochen.
Im Weltcup 2023 konnte er in Pal Arinsal erneut einen Sieg über die olympische Distanz erringen, mit zusätzlich zwei zweiten Plätzen beendete er die Saison auf dem dritten Platz der Gesamtwertung im Cross-Country.

## Ehrungen
- 2010: Schweizer Nachwuchs-Radsportler des Jahres

## Familie
Mathias Flückiger ist der jüngere Bruder des Schweizer Mountainbike- und Cyclocrossfahrers Lukas Flückiger.

## Erfolge
| 2008 - Europameisterschaften (U23) – Cross-Country XCO 2010 - Weltmeister (U23) – Cross-Country XCO - Europameister (U23) – XCO - Schweizer Meister (U23) – Cross-Country XCO 2012 - Weltmeisterschaften – Cross-Country XCO 2014 - Gesamtwertung Swiss Epic mit Reto Indergand 2015 - BMC Racing Cup (HC) - Gesamtwertung Swiss Epic mit Lukas Buchli 2017 - Heubacher Mountainbikefestival Bike the Rock (HC) - Goldtrophy Sabine Spitz (HC) 2018 - Schweizer Meister – Cross-Country XCO - ein Weltcup-Erfolg – Cross-Country XCO - Marlene Südtirol Sunshine Race (HC) | 2019 - Weltmeisterschaften – Cross-Country XCO - ein Weltcup-Erfolg – Cross-Country XCO 2020 - Weltmeisterschaften – Cross-Country XCO - Europameisterschaften – Cross-Country XCO 2021 - Olympia – Cross-Country XCO - Weltmeisterschaften – Cross-Country XCO - Schweizer Meister – Cross-Country XCO - zwei Weltcup-Erfolge – Cross-Country XCO - zwei Weltcup-Erfolge – Short Track XCC - Ötztaler Mountainbike Festival (HC) - Marlene Südtirol Sunshine Race (HC) 2022 - Schweizer Meister – Cross-Country XCO - ein Weltcup-Erfolg – Cross-Country XCO - zwei Weltcup-Erfolge – Short Track XCC 2023 - Schweizer Meister – Cross-Country XCO - ein Weltcup-Erfolg – Cross-Country XCO |